# آیدا کور
آیدا کور (به انگلیسی: Ida Corr) (زاده ۱۴ مارس ۱۹۷۷) خواننده دانمارکی است.